# 白根鼎三
白根 鼎三（しらね ていぞう、1850年（嘉永3年） - 1918年（大正7年）12月11日）は、明治から大正時代の政治家。神奈川県中郡大磯町長。

## 経歴
山口県士族・ 白根正一の長男に生まれる。1875年（明治8年）鉱山寮出仕を経て、1877年（明治10年）神奈川県第5課御用掛となる。検疫関係事務を担当したのち、都筑、橘樹、鎌倉各郡長を経て、1899年（明治32年）から約10年間に渡り中郡長を務めた。
1902年（明治35年）大磯町大火のとき、郡長として復興に尽くした。1915年（大正4年）大磯町長に就任。大磯から平塚へ郡衙を移す運動の阻止や株組織による大磯税務署・大磯登記所の新築を行った。また、海水浴場道路新設を計画し1917年（大正6年）7月に完成させた。同年10月の暴風雨によるの復興に尽力した。1918年（大正7年）8月には米騒動に対処するため大磯町臨時教済会を設置し、米価騰貴対策に取り組んだ。

## 著作
- 他閲『衛生現行法規類纂』内藤士邦、1888年。